# Salsola giessii
Salsola giessii är en amarantväxtart som beskrevs av Viktor Petrovitj Botjantsev. Salsola giessii ingår i släktet sodaörter, och familjen amarantväxter. Inga underarter finns listade i Catalogue of Life.